# قورميك
قورميك هي قرية في مقاطعة أرومية، إيران. يقدر عدد سكانها بـ 239 نسمة بحسب إحصاء 2016.